# Josep Navarro Santaeulàlia

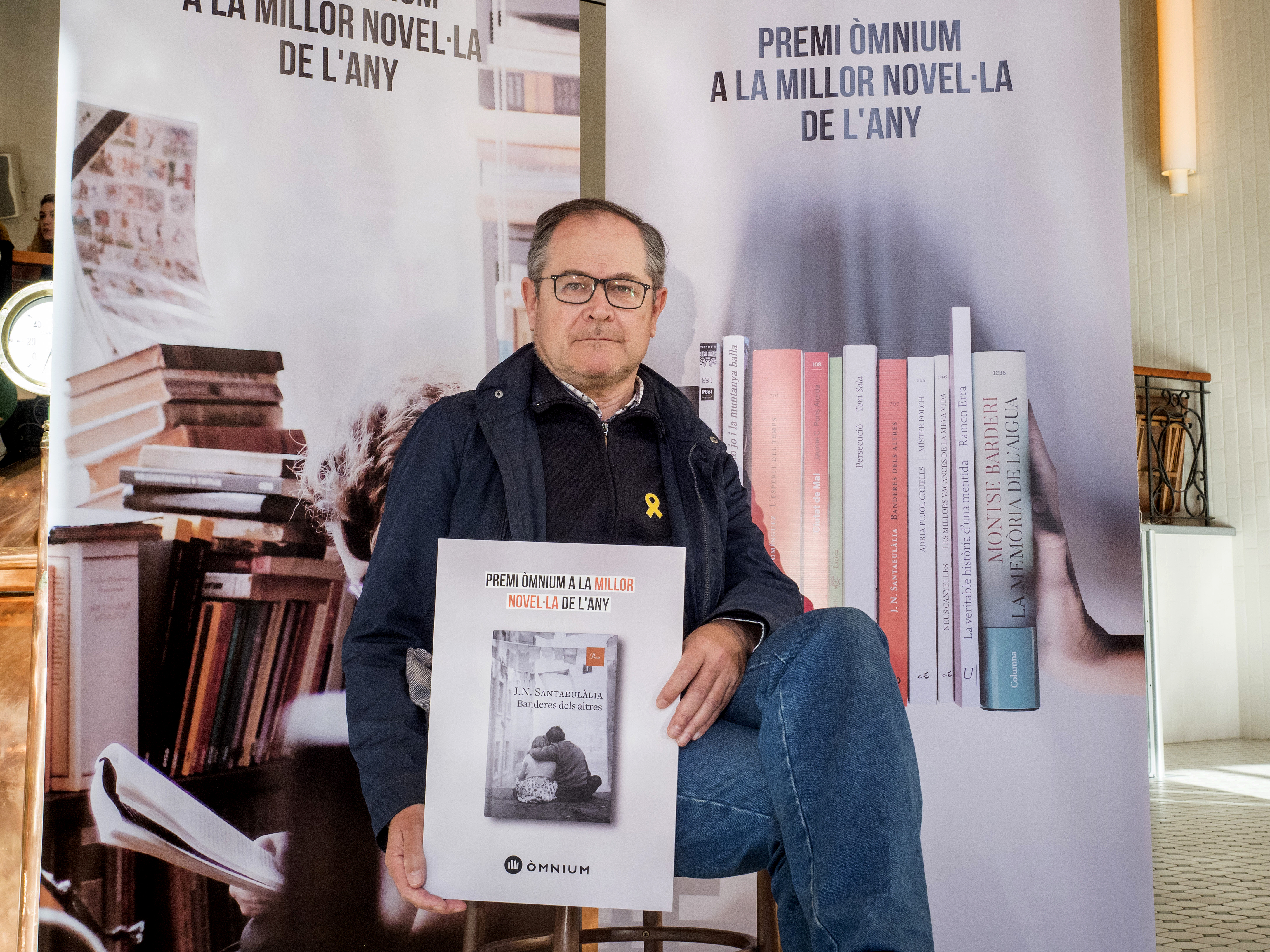
Josep Navarro Santaeulàlia, 2019

Josep Navarro Santaeulàlia (* 1955 in Banyoles) ist ein katalanischer Schriftsteller, der ausschließlich in katalanischer Sprache schreibt.

## Biografie
Josep Navarro Santaeulàlia, dessen Namen auf seinen Büchern stets als J. N. Santaeulàlia angegeben wird, wurde 1955 in Banyoles geboren, wo er nach wie vor lebt. Er ist Lyriker, Essayist, Romancier und Übersetzer. Die erste Publikation war der Lyrikband Memòries de la carn (Fleischliche Erinnerungen). Der Autor wurde unter anderem mit dem Essaypreis Crítica Serra d’Or 1991, mit dem Romanpreis Crítica Serra d’Or 2000 und dem Premi Columna 2002, ebenfalls für einen Roman, ausgezeichnet.

## Bücher
- Memòries de la carn, Lyrik, Columna, Barcelona 1987
- Questió de mots: del simbolisme a la poesia pura, Essay, La Magrana, Barcelona 1989
- Objectes perduts, Erzählungen, La Magrana, Barcelona 1990
- La llum dins l’aigua, Lyrik, Columna, Barcelona 1996
- Una ombra a l’herba, Lyrik, Moll, Mallorca 1998
- Fusions, Lyrik, La Magrana, Barcelona 1997
- Terra negra, Roman, Proa, Barcelona 1996
- Bulbs, Roman, La Magrana, Barcelona 1999
- L’absent, Roman, La Magrana, Barcelona 1999
- Pagodes i gratacels, Reise-Essay, Columna, Barcelona 2001
- Ulls d’aigua, Roman, Columna, Barcelona 2002
- Punt mort, Roman, Columna, Barcelona 2005
- Yume, Roman, La Magrana, Barcelona 2007

## Übersetzungen
- Haikús de primavera i d’estiu. Haikus (aus dem Japanischen ins Katalanische), La Magrana, Barcelona 1997.